# Osoblaha (vattendrag)
Osoblaha (polska: Osobłoga) är ett vattendrag i Tjeckien och Polen.